# Code Lyoko
Code Lyoko este un serial de animație francez creat de Tania Palumbo și Thomas Romain și produs de Antefilms Production (sezonul 1) și MoonScoop (sezoanele 2–4) în coproducție cu France 3 și Canal J. Serialul utilizează  o combinație de animație în 2D (pentru reprezentarea animată a lumii reale) și animație în 3D (pentru reprezentarea din Lyoko - lumea cibernetică).
În 2004–2007, Code Lyoko a fost difuzat pe France 3 și Canal J (Franța) și Cartoon Network (Statele Unite). Fiecare episod are aproximativ 26 de minute, o jumătate de oră cu tot cu reclame. În prezent există 97 de episoade incluzându-le pe cele din seria pilot.
Pe data de 31 mai 2011, MoonScoop, compania care a produs Code Lyoko, a anunțat pe pagina sa de Facebook că serialul se va întoarce cu al cincilea sezon, în mare parte din cauza fanilor numeroși și dedicați. Sezonul are 26 de episoade, îmbinând grafica generată de computer cu acțiunea pe viu. Serialul nou, intitulat Code Lyoko Evoluție a avut premiera pe data de 19 decembrie 2012.

## Rezumat
Serialul relatează povestea a patru studenți înscriși la Academia Kadic: Odd, Ulrich, Yumi și Jeremie, care descoperă o unitate de inteligență artificială, Aelita, singurul ocupant al lumii digitale cunoscute ca Lyoko. Un program malevolent al Supercomputerului care adăpostește Lyoko, XANA, plănuiește din motive necunoscute să distrugă întreaga specie umană de pe planeta noastră. XANA atacă Pământul folosindu-se de turnuri care corup aparatele electronice, posedează obiecte, sau preiau controlul unor organisme. Cei patru eroi trebuie să o escorteze pe Aelita până la turnul activat, unde aceasta îl dezactivează, și salvează omenirea prin asta. XANA pune la cale mai multe strategii pentru a ucide eroii, cum ar fi să-i facă să asculte o muzică care face oamenii să intre în comă și apoi să moară, să-i țină prinși în Lyoko, să-i pună într-o lume virtuală asemănătoare Pământului, să trimită două trenuri care conțin o varietate de chimicale toxice unul spre celălalt și multe altele. În tot acest timp, personajele principale au de a face cu viața lor de la școală, cu dragostea, rivalitățile, înnebunesc și în general se confruntă cu viețile lor separate.
În primul sezon, nu se știau multe despre XANA sau despre istoria lumii virtuale „Lyoko”. XANA a posedat la început lucruri precum ursuleți de pluș sau șobolani. Războinicii pe Lyoko de obicei descoperă atacul, merge la Fabrică, și Aelita scrie „codul” în ultimul moment înainte ca cineva să moară. În episodul „Cod Pământ” Aelita se materializează în sfârșit, serialul adoptând un nou tip de narare. Cu toate ca secvențele episoadelor au rămas aceleași, s-a adăugat mai multă continuitate, astfel încât vizionarea episoadelor în ordine incorectă ar duce la confuzie. Al doilea sezon a detaliat personalitățile și dorințele personajelor, precum și cum s-a creat Lyoko. Un nou sector, Cartagina, a fost descoperit, și noi personaje, cum ar fi William Dunbar și misteriosul Franz Hopper, au intrat în scenă.
În ultimul episod al sezonului 2 (Cheia) majoritatea secretelor Supercomputerului au fost demascate. S-a revelat că Aelita era de fapt un om și Hopper era tatăl ei, el a creat Lyoko și XANA pentru a distruge Proiectul Cartagina, un fel de operațiune militară extraordinar de avansată. Oricum, rămâneau întrebări la care nu există răspuns. Cum a căpătat XANA conștiință proprie? De ce a vrut Hopper să distrugă Proiectul Cartagina? Ce vrea acesta? Unele dintre aceste întrebări își găsesc răspunsul în sezoanele 3 și 4, în care William devine un pericol major și planurile lui XANA pentru a prelua controlul lumii devin din ce în ce mai primejdioase.

## Garage Kids
Cele 5 minute ale „pilotului” din Code Lyoko, intitulat Garage Kids, au fost lansate în 2001 prin distribuția Antefilms. Deși similar în concept, diferă prin multe aspecte, precum faptul că protagoniștii au puteri și în lumea reală, și Aelita nu există. În Garage Kids, Lyoko este numit „Xanadu”.

## Personaje
Povestea din Code Lyoko este centrată în cinci oameni: Jeremie Belpois, Aelita Schaeffer, Odd Della Robbia, Ulrich Stern și Yumi Ishiyama precum și în antagonistul lor: XANA. Desigur, mai sunt o varietate de personaje secundare demne de menționat, cum ar fi Elisabeth (Sissi) Delmas și lacheii ei, William Dunbar, Jim Morales, Nicolas Poliakoff, Hervé Pichon, Milly Solovieff, Tamiya Diop și alte personaje decorative ce lasă loc pentru întorsături de situație interesante, precum Emilie LeDuc, Taelia și Samantha Knight.

### Aelita Schaeffer
Aelita este fiica lui Franz Hopper, creatorul lui Lyoko. Are părul roz. Aelita este diferită de ceilalți membri ai grupului, deoarece ea este conectată cu Lyoko pentru că ea a rămas în calitate de gardiană a lumii virtuale 10 ani după ce ea și tatăl ei au fost virtualizați încolo. Jeremie Belpois mai târziu descoperă Lyoko, Aelita (și XANA), după deschiderea supercomputerului. În academia Kadic, ea este cunoscută ca „Aelita Stones”.

### Jeremie Belpois
Jeremie Belpois este membrul intelectual și științific al grupului. El acționează ca ghid în Lyoko, deoarece este capabil să se ocupe de supercomputerul fabricii mai bine decât altcineva (în afară de Aelita). Când Jeremie deschide supercomputerul, începe o căutare pentru a o materializa pe Aelita în lumea reală. El are uneori un temperament scurt. El este, de asemenea, cel mai vulnerabil să fie posedat de XANA, pentru că nu are experiență în lupta împotriva monștrilor lui XANA în Lyoko.

### Yumi Ishiyama
Yumi Ishiyama este cea mai veche a grupului (în afară de William). Yumi s-a născut în Japonia și este japoneză, dar familia ei s-a strămutat în Franța când era încă un bebeluș. Prietena ei cea mai apropiată este Aelita, precum și, de asemenea, ea este interesul de dragoste al lui Ulrich și al lui William.

### Odd Della Robbia
Odd Della Robbia este un Războinic pe Lyoko, îi place să mănânce și are un simt al orientări foarte bun. Odd are părul blond, pieptănat cu șuvițe violete. El este cel mai grațios al grupului, dar, de asemenea, cel mai energic și cel mai ingenios. Odd are un câine numit Kiwi pe care îl ascunde în academia Kadic, dar din fericire niciun profesor nu l-a descoperit încă. Este un afemeiat.

### Ulrich Stern
Ulrich Stern este un Războinic pe Lyoko. Ulrich este îndrăgostit de Yumi Ishiyama, dar când ea este cu William, Ulrich devine gelos. În academia Kadic, Ulrich își împărtășește camera cu Odd și câinele său Kiwi. Este liniștit și are un jurnal. Întotdeauna încearcă să impresioneze oamenii cu capacitatea sa în sport. Practică Pencak Silat. Ulrich este german și suferă de vertij.

### William Dunbar
William Dunbar a apărut pentru prima dată de la începutul sezonului 2 ca unul dintre noile prieteni ai lui Yumi Ishiyama. William este îndrăgostit de Yumi. La sfârșitul sezonului 3 a devenit al șaselea Războinic pe Lyoko, dar în prima sa călătorie la Lyoko, el a fost posedat și utilizat de XANA până la sfârșitul sezonului 4, când a fost eliberat de XANA și s-a întors ca un Războinic. Când s-a întors în Code Lyoko Evoluție, el s-a alăturat permanent echipei.

### XANA: Antagonistul
XANA este o inteligență artificială malefică, care pare să existe doar pentru a lua peste tot în lume. XANA a fost creat de Franz Hopper. Acesta are capacitatea de a lansa atacuri pe Pământ și de a activa turnuri în Lyoko, și, de obicei, are monștri programate de acesta pentru a-i opri pe Războinicii pe Lyoko de la dezactivarea sa, și astfel, de la stricarea planurilor sale. Poate să manipuleze electricitatea, și să posede obiecte și persoane, punându-i sub controlul său pentru a-și efectua obiectivele. Este miraculos reactivat în Code Lyoko Evoluție, se presupune că profesorul Tyron l-a resuscitat pe sistemul multi-agent rău din greșeală creându-și Cortexul.

## Sezoane
Până acum, cinci sezoane au fost confirmate. Nu se știe dacă se va produce și al șaselea.
Pe 31 mai 2012, Code Lyoko a anunțat pe Facebook că va produce 26 de episoade noi pentru o continuare a seriei într-una nouă, numită „Code Lyoko Evoluție”. Ei de asemenea au comentat pe Facebook zicând „Eroii tăi se vor întoarce cum nu i-ai mai văzut vreodată”. Serialul va fi acum parțial acțiune pe viu și CGI pentru scenele din Lyoko.
Noul sezon a debutat online pe 19 decembrie, și pe France 4 la televizor în Franța pe 5 ianuarie.

### Episoade
Există 95 de episoade din 4 sezoane (serie animată) și 26 de episoade din Code Lyoko Evoluție (sezonul 5), însumând un total de 121 de episoade. Există și un episod preludiu împărțit în două părți (două episoade), numit „XANA capătă viață”, care este originea serialului și explică cum s-au cunoscut personajele. Și un al șaselea sezon ar putea fi lansat, eventual.

## Controverse
Din momentul lansării, Code Lyoko a fost criticat atât pozitiv, cât și negativ. Pe când primește note mari din cauza faptului ca era difuzat pe Cartoon Network, și are un număr considerabil de fani, unii spun că episoadele primului sezon erau repetitive și romanțele între adolescenți care apăreau erau nerealiste, evoluând astfel într-o încercare eșuată de a deveni o telenovelă. Cu toate acestea, mulți spun că se încadrează în genuri diferite, cum ar fi acțiune/aventură, romanticism și chiar puțină dramă, ceea ce face serialul o vizionare excelentă. De asemenea, câțiva critică mărimea anormală a capetelor copiilor.